# One Missed Call
One Missed Call (japanska: 着信アリ, Chakushin ari?) är en japansk skräckfilm från 2003 i regi av Takashi Miike.

## Handling
Yumi Nakamura (Kou Shibasaki) blir orolig när hennes kompis får ett mystiskt meddelande på sitt mobilsvar. Meddelandet är daterat tre dagar in i framtiden och innehåller hennes eget dödsskrik. Tre dagar senare dör kompisen. Yumi börjar ana ett obehagligt mönster då fler personer runt om henne får ett mobilsamtal med en dödlig utgång. Yumi upptäcker att hon själv har fått ett dödligt meddelande.

## Rollista
- Kou Shibasaki (Yumi Nakamura)
- Shinichi Tsutsumi (Hiroshi Yamashita)
- Kazue Fukiishi (Natsumi Konishi)
- Anna Nagata (Yoko Okazaki)
- Mariko Tsutsui (Marie Mizunuma)